# Brachychaeta petiolata
Brachychaeta petiolata är en tvåvingeart som beskrevs av Louis-Paul Mesnil 1953. Brachychaeta petiolata ingår i släktet Brachychaeta och familjen parasitflugor. Inga underarter finns listade i Catalogue of Life.